# Orbea huernioides
Orbea huernioides är en oleanderväxtart som först beskrevs av Peter René Oscar Bally, och fick sitt nu gällande namn av P.V. Bruyns. Orbea huernioides ingår i släktet Orbea och familjen oleanderväxter. Inga underarter finns listade i Catalogue of Life.